# Egloskerry
Egloskerry – wieś w Anglii, w Kornwalii. Leży 98 km na północny wschód od miasta Penzance i 317 km na zachód od Londynu. W 2001 miejscowość liczyła 374 mieszkańców.